# N983 (België)
De N983 is een gewestweg in de Belgische provincies Luxemburg en Namen. Deze weg verbindt Ohey met Barvaux.
De totale lengte van de N983 bedraagt ongeveer 31 kilometer.

## Plaatsen langs de N983
- Ohey
- Évelette
- Havelange
- Verlée
- Maffe
- Gros-Chêne
- Somme-Leuze
- Petite-Somme
- Petithan
- Grandhan
- Durbuy
- Barvaux

## N983a
De N983a is een verbindingsweg nabij Méan. De route verbindt de N983 ten oosten van de N63 E46 met de kruising van de N638/ N938 en de toerit van de N63 E46 in noordelijke richting. Ten westen van de N63 E46 vormt de N63f de verbindingsweg tussen deze wegen. De totale lengte van de N983a bedraagt ongeveer 1,3 kilometer.